# Today (Indiase krant)
Today was een middag-krant die werd uitgegeven door de India Today Group. Het dagblad was de eerste krant van deze groep. Het verscheen voor het eerst op 29 april 2002 en richtte zich op de urban, SMS generation van New Delhi. De tabloid werd eind 2007 vervangen door de krant Mail Today.

## Referentie
- Living Media-The Today Group[dode link]